# Ceratopogon aquilonalis
Ceratopogon aquilonalis är en tvåvingeart som beskrevs av Jean Clastrier 1961.
Ceratopogon aquilonalis ingår i släktet Ceratopogon och familjen svidknott. Inga underarter finns listade i Catalogue of Life.